# Тунис на летних Олимпийских играх 1972
Тунис принимал участие в Летних Олимпийских играх 1972 года в Мюнхене (ФРГ) в четвёртый раз за свою историю, и завоевал одну серебряную медаль.

## Серебро
- Лёгкая атлетика, мужчины, 5000 метров — Мохаммед Гаммуди.